# Saint-Adelphe
Saint-Adelphe är en kommun av typen socken (municipalité de paroisse) i provinsen Québec i Kanada. Den ligger i regionen Mauricie, i den sydöstra delen av landet, 290 km nordost om huvudstaden Ottawa. Antalet invånare var 922 vid folkräkningen 2021. Landarean är 137 kvadratkilometer.